# 23190 Клагес-Мундт
23190 Клагес-Мундт (23190 Klages-Mundt) — астероїд головного поясу, відкритий 24 серпня 2000 року.
Тіссеранів параметр щодо Юпітера — 3,439.